# Жинишке (Толебийский район)
Жинишке (каз. Жіңішке) — село в Толебийском районе Туркестанской области Казахстана. Входит в состав Коксаекского сельского округа. Находится примерно в 13 км к северо-востоку от центра города Ленгер. Код КАТО — 515847300.

## Население
В 1999 году население села составляло 438 человек (213 мужчин и 225 женщин). По данным переписи 2009 года, в селе проживало 570 человек (294 мужчины и 276 женщин).